# Школа Олександр Васильович
Олександр Васильович Школа (30 серпня 1970, м. Бердянськ Запорізької області) – доктор педагогічних наук, доцент, професор кафедри фізики та методики навчання фізики Бердянського державного педагогічного університету.

## Життєпис
Школа Олександр Васильович народився 30 серпня 1970 року в місті Бердянську Запорізької області.
У 1992 році закінчив Запорізький державний університет за спеціальністю «фізик, викладач фізики» (нині Запорізький національний університет). У цьому ж році почав працювати у Бердянському державному педагогічному інституті ім. П.Д.Осипенко на посаді інженера І категорії кафедри фізики. З 1992 по 1996 рр. – навчання в аспірантурі Запорізького державного університету (кафедра фізики та методики її викладання). Протягом 1992 – 1995 рр. працював за сумісництвом учителем фізики у загальноосвітній школі №5 м. Бердянська. У 1995 році переведений на посаду асистента кафедри фізики Бердянського державного педагогічного інституту.
У 1997 р. захистив кандидатську дисертацію “Історія зародження, становлення та розвитку наукових шкіл методики навчання фізики в Україні” у Національному педагогічному університеті імені М.П.Драгоманова (спеціальність 13.00.02 – теорія та методика навчання фізики; науковий керівник – доктор педагогічних наук, професор, академік Міжнародної педагогічної академії О.В.Сергєєв). У 1998 році переведений на посаду старшого викладача, а з 1999 р. – виконуючого обов’язки доцента кафедри фізики та методики її викладання Бердянського державного педагогічного інституту.
У  2000 р. виборов за конкурсом стипендію Кабінету Міністрів України для молодих учених.
У 2002 році присвоєно вчене звання доцента кафедри фізики та методики її викладання.
Протягом 2001 – 2006 рр. працював за сумісництвом учителем фізики у фізико-математичних класах загальноосвітньої школи № 2 м. Бердянська, учні яких неодноразово були переможцями місцевих та призерами обласних олімпіад із фізики, а згодом студентами фізико-математичного факультету Бердянського державного педагогічного університету. Неодноразово входив до складу журі міського конкурсу “Молодий вчитель фізики, математики, інформатики”. 
Протягом 2011–2014 рр. – відповідальний секретар наукового видання Інституту фізико-математичної і технологічної освіти БДПУ “Теорія та практика навчання фізико-математичних і технологічних дисциплін”. Є членом спеціалізованої вченої ради Д.18.092.01 у БДПУ за двома спеціальностями: 13.00.02 – теорія та методика навчання (фізика); 13.00.04 – теорія та методика професійної освіти; рецензентом та опонентом дисертацій зі спеціальності 13.00.02 – теорія та методика навчання (фізика).
У 2017 р. захистив докторську дисертацію “Теоретико-методичні засади навчання теоретичної фізики майбутніх учителів фізики” у Національному педагогічному університеті імені М.П.Драгоманова (спеціальність 13.00.02 – теорія та методика навчання фізики; науковий консультант – академік НАПН України, доктор фізико-математичних наук, професор М.І.Шут). Є головою організаційного комітету з підготовки та проведення на базі факультету фізико-математичної, комп’ютерної і технологічної освіти БДПУ VI-VIII Всеукраїнських (з міжнародною участю) науково-практичних конференцій “Науково-дослідна робота в системі підготовки фахівців-педагогів у природничій, технологічній  і  комп’ютерній  галузях” (2017-2021 рр.). З 2022 року працює на посаді завідувача кафедри фізики та методики навчання фізики Бердянського державного педагогічного університету.
Викладає навчальні дисципліни, що забезпечують базову фундаментальну та методичну підготовку майбутніх учителів фізики: загальна фізика, теоретична фізика, методика навчання фізики, історія і методологія фізики, еволюція фізичної картини світу, сучасні технології навчання фізики, вибрані питання шкільного курсу фізики, методологія наукових досліджень; є керівником навчальної і виробничої практик, курсових і кваліфікаційних магістерських робіт здобувачів, у тому числі й призерів Всеукраїнського конкурсу студентських наукових робіт із природничих, технічних і гуманітарних наук.

## Наукова діяльність
Автор та співавтор близько 150 наукових праць, серед яких монографії, підручники та навчально-методичні посібники:
1. 1.Школа О.В. Основи статистичної фізики та термодинаміки. Збірник задач : навч. посібник. Донецьк : Юго-Восток, 2008. 168 с. (Гриф МОН України, лист № 14/18-Г-2381 від 26.12.2007 р.).
2. Школа О.В. Основи термодинаміки і статистичної фізики: навч. посібник. Донецьк : Юго-Восток, 2009. 375 с. (Гриф МОН України, лист № 1/11-6036 від 24.07.2009 р.).
3. Школа О.В. Практика у вищому навчальному закладі: робоча програма і методичні рекомендації для магістрів-фізиків: навч. посібник. Донецьк : Юго-Восток, 2011. 56 с.
4. Школа О.В. Основні елементи професіограми вчителя фізики. Теоретико-методичні засади фахової підготовки вчителів фізики та математики в умовах освітнього інформаційного середовища : кол. монографія. Донецьк : ЛАНДОН-ХХІ, 2012. 241 с. /С.5-12  (вступ), С.41-60 (розділ 1), С. 237-240  (висновки)/.
5. Школа О.В. Основи термодинаміки і статистичної фізики.  Збірник задач: навч. посібник. 2-ге вид., оновл. Донецьк : Юго-Восток, 2012. 169 с. (Гриф МОН України, лист № 14/18-Г-2381 від 26.12.2007 р.).
6. Шут М.І., Школа О.В. Теоретична фізика. Програма навчальної дисципліни підготовки фахівців освітньо-кваліфікаційного рівня “бакалавр” напряму 6.040203 Фізика* для студентів вищих педагогічних закладів освіти : навч. видання. Бердянськ : БДПУ, 2014. 70 с.
7. Школа О.В. Теоретико-методичні засади навчання теоретичної фізики майбутніх учителів фізики: монографія. Бердянськ : Видавець Ткачук О.В., 2015. 381 с.
8. Школа О.В. Термодинаміка і статистична фізика : збірник тестових завдань: навч. посібник. Бердянськ : ФО-П Ткачук О.В., 2016. 61 с.
9. Школа О.В. Програма наскрізної практики здобувачів спеціальності 014 Середня освіта (Фізика): навч. видання. Бердянськ: БДПУ, 2020. 24 с.
10. Школа О.В. Методичні рекомендації до підготовки і захисту курсових і магістерських робіт: для студентів спеціальності 014 Середня освіта (Фізика): навч. видання. Бердянськ :  БДПУ, 2020. 44 с.
11. Школа О.В. Навчання теоретичної фізики майбутніх учителів фізики крізь призму особистісно зорієнтованого підходу. Innovative approaches to ensuring the quality of education, scientific research and technological processes : Series of monographs Faculty of Architecture, Civil Engineering and Applied Arts, Katowice School of Technology : Monograph 43. Publishing House of University of Technology, Katowice, 2021. С. 404-410.
12. Школа О.В. Навчальна програма узагальнення знань студентів з теоретичної фізики:  навч.-метод. посібник. Бердянськ :  РВВ БДПУ, 2021. 83 с.

## Праці
1. Школа О.В. Науково-методичні центри з фізики в Україні. Зб. наук. праць. Кам’янець-Подільський : К-ПДПУ, 2000. Вип. 6 : Педагогічні науки. С.125-131.
2. Школа О.В. Критерії періодизації розвитку методичної думки з фізики в Україні. Зб. наук. праць. Бердянськ : БДПУ, 2002. Вип. 4 : Педагогічні науки. С.44-50.
3. Школа О.В. Принципи періодизації та основні періоди розвитку дидактики фізики в Україні. Зб. наук. праць. Бердянськ : БДПУ, 2009. №1 : Педагогічні науки. С.45-52.
4. Школа О.В. Г.Г.Де-Метц і С.П.Слєсаревський  - засновники київської наукової школи методики навчання фізики. Зб. наук. праць. Бердянськ : БДПУ, 2009. № 3 : Педагогічні науки. С.21-29.
5. Школа О.В. Ідентифікація феномену “наукова методична школа”. Зб. наук. праць. Бердянськ : БДПУ, 2011. № 4 : Педагогічні науки. С.339-346.
6. Школа О.В. Проблемні питання курсу “Термодинаміка і статистична фізика”. Науковий часопис НПУ ім. М.П. Драгоманова. Серія № 3.  Фізика і математика у вищій і середній школі : зб. наук. праць. К. : НПУ ім. М.П. Драгоманова, 2012. Вип.10. С.145-151. URL: https://fmf.npu.edu.ua/images/files/publications/naukchasopys3/chasopys3v10.pdf.
7. Школа О.В. Інноваційні технології навчання фізики у вищій педагогічній школі : теоретичний аспект. Науковий часопис НПУ ім. М.П. Драгоманова. Серія № 5. Педагогічні науки : реалії та перспективи. Вип. 40 : зб. наук. праць / [за ред. В.Д. Сиротюка]. К.: Вид-во НПУ ім. М.П. Драгоманова, 2013. С.297-303. URL: http://enpuir.npu.edu.ua/bitstream/handle/123456789/8355/Schkola%20A..pdf?sequence=1&isAllowed=y.
8. Школа О.В. Використання методів теорії ймовірностей у процесі розв’язування задач курсу теоретичної фізики. Науковий часопис НПУ ім. М.П. Драгоманова. Серія № 3.  Фізика і математика у вищій і середній школі : зб. наук. праць. К.: НПУ ім. М.П. Драгоманова, 2013. № 11. С.53-62. URL: https://fmf.npu.edu.ua/images/files/publications/naukchasopys3/chasopys3v11.pdf.
9. Психолого-педагогічні аспекти навчання теоретичної фізики. Наукові записки КДПУ імені В.Винниченка. Серія : Проблеми методики фізико-математичної і технологічної освіти. Кіровоград : РВВ КДПУ ім. В. Винниченка, 2014. Вип.5. Ч.2. С.178-183.
10. Школа О.В. Еволюція фізичної картини світу в курсі теоретичної фізики. Збірник наукових праць Херсонського держ. ун-ту. Серія: Педагогічні науки. Херсон: ХДУ, 2014. Вип.66. С.92-100. URL: https://ps.journal.kspu.edu/index.php/ps/article/view/192/162.
11. Школа А.В. Логика построения курса теоретической физики в педагогическом университете. Austrian Journal of Humanities and Social Sciences. Vienna: “East West” Association for Advanced Studies and Higher Education GmbH, 2014. № 9-10. pp.144-149. (ISSN 2310-5593).
12. Школа О.В. Формування наукового світогляду майбутнього вчителя фізики як стратегічна мета його професійної підготовки. Фізика та астрономія в рідній школі,  2015. № 2 (119). С.6-10.
13. Shkola O.V. Worldview aspect of the course of theoretical physics in professional training of future teachers of physics. Nauka i studia. Przemysl : Sp.z.o.o  Poland, 2015. № 2(133). Pedagogiczne nauki. P.65-70. (ISSN 1561-6894).
14. Школа О.В. Методологические знания как фактор фундаментализации профессиональной подготовки будущего учителя физики. Revista “Psihologie. Pedagogie specială. Asistenţa socială” a fost fondată de Facultatea de Psihologie şi Psihopedagogie specială a Universităţii Pedagogice de Stat “Ion Creangă” din Chişinău, Moldova. 2015. №39. С.89-96. URL: https://old.upsc.md/wp-content/uploads/2017/03/cer_pub_ppsas_nr_39_-2015.pdf.
15. Школа О.В. Методика навчання теоретичної фізики як предмет науково-методичних досліджень. Yale Review of Education and Science. Yale : “Yale University Press” (USA), 2015. № 1 (16), (January-June). Vol.5. P.146-153. (ISSN 0044-0092).
16. Школа О.В. Взаємозв’язок і наступність курсів загальної і теоретичної фізики у професійній підготовці майбутніх учителів фізики. Наукові записки Бердянського держ. пед. університету. Педагогічні науки : зб. наук. праць. Вип.2. Бердянськ : ФО-П Ткачук О.В., 2015. С. 335-343. URL: https://pedagogy.bdpu.org.ua/2016/10/24/vypusk-2-2015.
17. Школа О.В. Історичні аспекти розвитку університетської фізичної освіти в Україні (друга половина ХХ – початок ХХІ століття). Massachusetts Review of Science and Technologies.  Massachusetts : “MIT Press” (USA), 2015. №2 (12), (July – December). Vol. 6. P. 413-419. (ISSN 0025-487Х).
18. Школа О.В. Принципи прогнозування фізичної освіти у вищій педагогічній школі України. Cambridge Journal of Education and Science, “Cambridge University Press”, 2015. №2 (14), (July – December). Vol.6. P.104-111. (ISSN 0305-7640).
19. Школа О.В. Професіограма сучасного вчителя фізики як об’єкт педагогічного проектування. Збірник наук. праць К-ПНУ ім. І.Огієнка. Серія Педагогічна. Кам’янець-Подільський : К.-ПНУ ім. І.Огієнка, 2015. Вип. 21 : Дидактика фізики як концептуальна основа формування компетентнісних і світоглядних якостей майбутнього фахівця фізико-технологічного профілю. С.161-165.
20. Школа О.В. Професійна спрямованість курсу теоретичної фізики в педагогічному університеті. Наукові записки КДПУ імені В.Винниченка. Серія : Проблеми методики фізико-математичної і технологічної освіти. Кіровоград : РВВ КДПУ ім. В. Винниченка, 2015. Вип.8. Ч.2. С.159-164.
21. Школа О.В. Навчально-методичний комплекс з теоретичної фізики: теоретичні та практичні аспекти створення. Науковий часопис НПУ ім. М.П. Драгоманова. Серія № 3.  Фізика і математика у вищій і середній школі : зб. наук. праць. К.: НПУ ім. М.П.Драгоманова, 2015. №16. С. 58-67. URL: https://fmf.npu.edu.ua/images/files/StorinkaVikladacha/Shkolnyi/1516/Chasopys_NPU_seria_3_vol_16.pdf.
22. Школа О.В. Теоретичні та методичні особливості використання сучасних інформаційних технологій у навчанні теоретичної фізики. Вісник Житомирського держ. ун-ту імені І. Франка. Серія : Педагогічні науки. Житомир : ЖДУ імені І. Франка, 2016. Вип. № 1 (83). С.153-159.
23. Школа О.В. Системно-діяльнісний підхід до організації самостійної роботи студентів з курсу теоретичної фізики. Фізика та астрономія в рідній школі. 2016. №1. С.2-6. URL: http://lib.vippo.org.ua/periodyka.php?book=6779.
24. Школа О.В. Формування наукового стилю мислення майбутніх учителів фізики у навчанні теоретичної фізики. Наукові записки. Вип.9. Серія : Проблеми методики фізико-математичної і технологічної освіти. Ч.2. Кіровоград : РВВ КДПУ ім. В. Винниченка, 2016. С.219-227.
25. Школа О.В. Фундаментальна підготовка майбутнього вчителя фізики як основа формування його фахової компетентності. Наукові записки. Вип.11. Серія : Проблеми методики фізико-математичної і технологічної освіти. Ч.2. Кропивницький : РВВ КДПУ ім.В.Винниченка, 2017. С.155-161.
26. Школа О.В. Проблеми формування і діагностики наукового світогляду майбутніх учителів фізики. Наукові записки Бердянського держ. пед. ун-ту. Педагогічні науки : зб. наук. праць. Вип.3. Бердянськ : БДПУ, 2019. С.423-431. URL: https://pedagogy.bdpu.org.ua/wp-content/uploads/2019/12/49.pdf.
27. Школа О.В. Формування предметної компетентності учнів з фізики в умовах інтерактивного навчання. Наукові записки Бердянського держ. пед. ун-ту. Педагогічні науки : зб. наук. праць. Вип.2. Бердянськ : БДПУ, 2020. С.227-235. URL: https://pedagogy.bdpu.org.ua/wp-content/uploads/2020/11/25.pdf.
28. Школа О.В. Системно-діяльнісний підхід у навчанні теоретичної фізики в педагогічному університеті. Наукові записки Бердянського держ. пед. ун-ту. Педагогічні науки : зб. наук. праць. Вип.2. Бердянськ : БДПУ, 2021. С.341-349. URL: https://pedagogy.bdpu.org.ua/wp-content/uploads/2021/11/38.pdf.
29. Школа О.В. Методичні особливості вивчення основ теорії флуктуацій у курсі  теоретичної фізики педагогічного університету. Наукові записки Бердянського держ. пед. ун-ту. Педагогічні науки : зб. наук. праць. Вип. 1. Бердянськ : БДПУ, 2022. С.445-455.  URL: https://pedagogy.bdpu.org.ua/wp-content/uploads/2022/08/47.pdf.
30. Школа О.В. Розвиток пізнавальної активності студентів у навчанні теоретичної фізики. Наукові записки Бердянського держ. пед. ун-ту. Педагогічні науки : зб. наук. праць. Вип. 2. Бердянськ : БДПУ, 2022. С.475-484.